# Pharmacie humanitaire
La pharmacie humanitaire vise à développer le circuit pharmaceutique et à accroître sa sécurité et sa fiabilité, vis-à-vis, notamment, des contrefaçons, dans les pays en voie de développement ou en situation de guerre.
Les principales ONG internationales en pharmacie humanitaire sont Pharmacie et Aide Humanitaire (PAH), Pharmacie Humanitaire Internationale (PHI) et Pharmaciens sans frontières (PSF), dont les activités sont partiellement reprises par l'ACTED.